# أحمد بن جعفر الدينوري
هو أبو علي أحمد بن جعفر، قدم مصر، وأصله من الدِّينَوَرِ، وقدم البصرة فأخذ عن المازني وحمل عنه كتاب سيبويه، ثم رحل إلى بغداد فقرأ على أبي العباس المبرد كتاب سيبويه، ثم نزل مصر، وكان خَتَنَ أبي العباس ثعلب زوج ابنته، وكان يخرج من منزل خَتَنِه أبي العباس فيتخطَّى أصحابَه، ويمضي ومعه مِحْبَرَتُه ودفتره فيقرأ كتاب سيبويه على أبي العباس المبرد، فكان يعاتبه أحمد بن يحيى ثعلب على ذلك ويقول: إذا رآك الناس تمضي إلى هذا الرجل وتقرأ عليه، يقولون ماذا!! فلم يكن يلتفتُ إلى قوله. وكان أبو علي حسن المعرفة، ثم قدم مصر وألَّف كتابًا في النحو سماه المُهذَّب، وجلب في صدره اختلاف البصريين والكوفيين، وعزا كل مسألة إلى صاحبها، فلم يعتلَّ لواحد منهم ولا احتج لمقالته، فلما أمعن في الكتاب ترك الاختلاف، ونقل مذهب البصريين، وعول في ذلك على كتاب الأخفش سعيد. وله كتاب مختصر في ضمائر القرآن، استخرجه من كتاب المعاني للفراء.

ولما قدم علي بن سليمان الأخفش مصر، خرج عنها أبو علي الدينوري، ثم عاد إليها بعد خروج الأخفش إلى بغداذ. وتوفي أبو علي الدينوري بمصر سنة تسع وثمانين ومئتين، وعنه أخذ أبو الحسين بن ولاد وغيره.